# Robert Ball
Pour les articles homonymes, voir Ball.
Robert Ball est un naturaliste irlandais né en 1802 et mort en 1857.

## Repères biographiques
La famille Ball est originaire de Youghal dans le comté de Cork. Robert Ball a un frère, Bent, et deux sœurs qui se consacreront également à l'étude de la nature : Anne, phytologiste et Mary, entomologiste. Les Ball sont de confession protestante, et pratiquent le commerce.
Après une carrière de fonctionnaire, Robert Ball devient directeur du musée de Trinity College. Il est membre de l'Académie royale d'Irlande, de la Royal Society et de la Geological Society of Ireland.
Robert Ball est le père du physicien Robert Stawell Ball et du géologue et ornithologue Valentine Ball.

## Sources
- (en) Cet article est partiellement ou en totalité issu de l’article de Wikipédia en anglais intitulé « Robert Ball » (voir la liste des auteurs).